# 깊고 푸른 밤 (영화)
"깊고 푸른 밤"은 최인호의 소설 깊고 푸른 밤을 바탕으로 한, 배창호 감독의 1984년 영화이다.

## 줄거리
백호빈은 미국이라는 거대한 나라에서 부와 기회를 꿈꾸는 야망의 사나이다. 그는 영주권을 얻기 위해 제인과 계약결혼을 한다. 제인은 삭막하고, 이기화된 미국이라는 문명사회에 고독하게 소외된 여인이다. 백호빈과 동거인으로 결혼생활을 하는 동안 제인은 호빈에게 그녀의 삶속에서 마지막으로 찾아온 빛과도 같은 사랑을 느낀다. 마침내 호빈이 미국시민의 자격을 얻게 되고 결혼 계약이 끝나갈 무렵, 호빈의 욕망과 제인의 사랑이 대립된다. 제인은 계약을 위반하며 호빈에게 사랑을 호소하지만 호빈은 본국의 부인과 아이에 대한 일념뿐이다. 결국 호빈의 감추었던 비밀이 드러나며 광적인 난폭성이 폭발, 제인의 인간성을 짓밟고 만다. 드디어 두 사람은 이혼여행 길에 오르며 죽음과 같은 사막 위에 허망한 인간의 욕망과 사랑의 결말이 보인다.

## 캐스팅
- 안성기 - 백호빈 역
- 장미희 - 제인 역
- 진유영 - 점원 역
- 최민희
- 장소현